# Adam Laurent
Adam John-Georg Laurent (ur. 6 lipca 1971 w Santa Cruz) – amerykański kolarz torowy i szosowy, srebrny medalista torowych mistrzostw świata.

## Kariera
Największym sukcesem w karierze Adama Laurenta był zdobycie wspólnie z Dirkiem Copelandem, Mariano Friedickiem i Carlem Sundquistem srebrnego medalu w drużynowym wyścigu na dochodzenie podczas mistrzostw świata w Palermo w 1994 roku. Dwa lata później Laurent wystartował na igrzyskach olimpijskich w Atlancie w 1996 roku, gdzie wraz z kolegami był szósty w tej samej konkurencji. Ponadto dwukrotnie zdobył mistrzostwo USA w kolarstwie torowym.